# 10-та зенітна дивізія (Третій Рейх)
10-та зенітна дивізія (Третій Рейх) (нім. 10. FlaK-Division) — зенітна дивізія Вермахту, що діяла протягом Другої світової війни у складі Повітряних сил Третього Рейху.

## Історія
10-та зенітна дивізія веде свою історію від сформованого у лютому 1941 року 10-го Командування протиповітряної оборони з штаб-квартирою в Плоєшті (Румунія) під командуванням пізніше генерал-майора Йоганна Зайферта. 1 вересня 1941 року 10-те Командування ППО було перейменовано на 10-ту зенітну дивізію. Зайферт керував дивізією до 26 червня 1943 року, після чого його змінив генерал-майор Франц Енгель, який фактично командував дивізією до кінця війни. Спочатку основним завданням дивізії був захист нафтових родовищ Плоєшті та місцевих транспортних об'єктів, таких як залізниця тощо, від ударів з повітря.
У червні 1941 дивізія була розділена на 180-й зенітний полк і 229-й зенітний полк із загальною кількістю 20 важких і 18 середніх і легких зенітних батарей. Крім того, дивізія мала у своєму складі дві прожекторні батареї. У березні 1942 року 10-ту зенітну дивізію, правда, без полків, перекинули до Криму, де вона, зокрема, брала участь у битві за Севастополь. Вже неможливо визначити, які саме полки перебували в її підпорядкуванні в той час. У травні 1942 року 10-та зенітна дивізія діяла в районі Курська і на ділянці групи армій «B». У травні командний пункт був у Харкові. За півроку, до 15 січня 1943 року, полкам 10-ї зенітної дивізії вдалося знищити в цілому 400 танків і 210 літаків. У липні 1943 року 10-та дивізія мала 4-й, 7-й, 48-й, 77-й, 99-й, 153-й зенітні полки та бойову зенітну групу Кеппен.
У листопаді 1943 року в дивізії залишилися тільки 77-й, 99-й і 133-й зенітні полки. Взимку 1943 року полки брали участь у жорстоких наземних боях, зокрема, в районі Києва, Житомира та Черкас. Після відступу німецького вермахту від Дніпра 10-ту зенітну дивізію перекинули на центральну ділянку Східного фронту, де її новим командним пунктом став Львів. Станом на 1 вересня 1944 року дивізії підпорядковувалися 7-й, 48-й, 99-й і 153-й зенітні полки.
У січні 1945 року дивізії довелося відступати на захід, штаб розмістився у Кракові. Основним завданням підпорядкованих йому полків була оборона переправ через Одер в районі Оппельна і Бреслау. 26 січня 10-та зенітна дивізія була підпорядкована 11-й зенітній дивізії. Обидві дивізії разом склали дивізійну групу «Енгель», яка проіснувала до лютого 1945 року.
В останні тижні війни 10-та зенітна дивізія билася у складі 17-ї армії і на 27 квітня 1945 року все ще мала у своєму розпорядженні 37 важких і 14 середніх і легких батарей. Наприкінці війни 48-й і 229-й полки потрапили в радянський полон. 150-й зенітний полк у фортеці Бреслау також потрапив у радянський полон 6 травня 1945 року. Наприкінці війни рештки дивізії капітулювали.

## Райони бойових дій
- Румунія (вересень 1941 — березень 1942);
- Південний фланг Східного фронту (Крим) (березень — травень 1942);
- Південний фланг Східного фронту (травень 1942 — літо 1944);
- Польща, Німеччина (літо 1944 — травень 1945).

## Командування

### Командири
- генерал-майор, згодом генерал-лейтенант Йоганн Зайферт (нім. Johann Seifert) (квітень 1941 — 26 червня 1943);
- генерал-майор Франц Енгель (нім. Franz Engel) (26 червня 1943 — 3 лютого 1945);
- оберст Оскар Форбругг (нім. Oskar Vorbrugg) (3 — 10 лютого 1945);
- генерал-майор Франц Енгель (10 лютого — 6 травня 1945).

### Підпорядкованість
| Час      | Корпус                       | Командування/Флот                  | Штаб                  |
| -------- | ---------------------------- | ---------------------------------- | --------------------- |
| 1941     |                              |                                    |                       |
| квітень  |                              | Німецька місія Люфтваффе в Румунії | Плоєшті               |
| 1942     |                              |                                    |                       |
| 1 січня  |                              | Німецька місія Люфтваффе в Румунії | Плоєшті               |
| березень |                              | 4-й повітряний флот                | Крим                  |
| липень   | I корпус ППО                 | 4-й повітряний флот                | Курськ                |
| 8 серпня | Командування Люфтваффе «Дон» | 4-й повітряний флот                | Курськ                |
| 1943     |                              |                                    |                       |
| 1 січня  | Командування Люфтваффе «Дон» | 4-й повітряний флот                | Курськ                |
| березень | I корпус ППО                 | 4-й повітряний флот                | Харків, Київ, Житомир |
| 1944     |                              |                                    |                       |
| 1 січня  | I корпус ППО                 | 4-й повітряний флот                | Черкаси               |
| червень  | II корпус ППО                | 6-й повітряний флот                | Східний фронт         |
| вересень | I корпус ППО                 | 6-й повітряний флот                | Східний фронт         |
| 1945     |                              |                                    |                       |
| 1 січня  | I корпус ППО                 | 4-й повітряний флот                | Східний фронт         |